# Gauri Khan
Gauri Chibber Khan (ur. 8 października 1970 w Nowym Delhi) – indyjska producentka filmowa. 
Gauri Chibber Khan jest żoną bollywoodzkiego aktora Shah Rukh Khana. Dotychczas była producentką filmów:
- 2009: Billo Barber
- 2007: Om Shanti Om
- 2005: Paheli
- 2004: Jestem przy tobie (Main Hoon Na)

Pomagała przy wybieraniu kostiumów do:
- 1995: Karan Arjun
- 1994: Anjaam
- 1993: Baazigar
- 1993: Kabhi Haan Kabhi Naa
- 1993: Darr